# Берневаль-ле-Гран
Бернева́ль-ле-Гран, Берневаль-ле-Ґран (фр. Berneval-le-Grand) — колишній муніципалітет у Франції, у регіоні Нормандія, департамент Приморська Сена. Населення — 1385 осіб (2011).
Муніципалітет був розташований на відстані близько 150 км на північний захід від Парижа, 60 км на північ від Руана.

## Історія
До 2015 року муніципалітет перебував у складі регіону Верхня Нормандія. Від 1 січня 2016 року належав до нового об'єднаного регіону Нормандія.
1 січня 2016 року Берневаль-ле-Гран, Ассіньї, Окменій, Бельвіль-сюр-Мер, Бівіль-сюр-Мер, Бракмон, Бренвіль, Дершиньї, Глікур, Гушопр, Грені, Гільмекур, Ентравіль, Панлі, Сен-Мартен-ан-Кампань, Сен-Кантен-о-Боск, Токвіль-сюр-Е i Турвіль-ла-Шапель було об'єднано в новий муніципалітет Петі-Ко.

## Демографія
Динаміка населення (INSEE ):
Розподіл населення за віком та статтю (2006):
| Стать | Всього | До 15 років | 15-24 | 25-44 | 45-64 | 65-85 | Понад 85 |
| --- | ------ | ----------- | ----- | ----- | ----- | ----- | -------- |
| Чоловіки | 644    | 148         | 76    | 164   | 176   | 76    | 4        |
| Жінки | 536    | 88          | 32    | 176   | 164   | 56    | 20       |
| \| Статево-вікова піраміда \| Статево-вікова піраміда \| Статево-вікова піраміда \| \| ----------------------- \| ----------------------- \| ----------------------- \| \| Чоловіки \| Вік \| Жінки \| \| 4 \| 85 + \| 20 \| \| 8 \| 80-84 \| 4 \| \| 0 \| 75-79 \| 12 \| \| 40 \| 70-74 \| 24 \| \| 28 \| 65-69 \| 16 \| \| 12 \| 60-64 \| 40 \| \| 48 \| 55-59 \| 16 \| \| 52 \| 50-54 \| 60 \| \| 64 \| 45-49 \| 48 \| \| 60 \| 40-44 \| 68 \| \| 44 \| 35-39 \| 44 \| \| 44 \| 30-34 \| 28 \| \| 16 \| 25-29 \| 36 \| \| 24 \| 20-24 \| 4 \| \| 52 \| 15-20 \| 28 \| \| 52 \| 10-14 \| 28 \| \| 44 \| 5-9 \| 32 \| \| 52 \| 0-4 \| 28 \| |        |             |       |       |       |       |          |
| Статево-вікова піраміда |        |             |       |       |       |       |          |
| Чоловіки | Вік    | Жінки       |       |       |       |       |          |
| 4 | 85 +   | 20          |       |       |       |       |          |
| 8 | 80-84  | 4           |       |       |       |       |          |
| 0 | 75-79  | 12          |       |       |       |       |          |
| 40 | 70-74  | 24          |       |       |       |       |          |
| 28 | 65-69  | 16          |       |       |       |       |          |
| 12 | 60-64  | 40          |       |       |       |       |          |
| 48 | 55-59  | 16          |       |       |       |       |          |
| 52 | 50-54  | 60          |       |       |       |       |          |
| 64 | 45-49  | 48          |       |       |       |       |          |
| 60 | 40-44  | 68          |       |       |       |       |          |
| 44 | 35-39  | 44          |       |       |       |       |          |
| 44 | 30-34  | 28          |       |       |       |       |          |
| 16 | 25-29  | 36          |       |       |       |       |          |
| 24 | 20-24  | 4           |       |       |       |       |          |
| 52 | 15-20  | 28          |       |       |       |       |          |
| 52 | 10-14  | 28          |       |       |       |       |          |
| 44 | 5-9    | 32          |       |       |       |       |          |
| 52 | 0-4    | 28          |       |       |       |       |          |

## Економіка
2010 року серед 852 осіб працездатного віку (15—64 років) 653 були активними, 199 — неактивними (показник активності 76,6%, у 1999 році було 73,3%). З 653 активних мешканців працювало 600 осіб (327 чоловіків та 273 жінки), безробітними було 53 (22 чоловіки та 31 жінка). Серед 199 неактивних 61 особа була учнем чи студентом, 89 — пенсіонерами, 49 були неактивними з інших причин.

У 2010 році в муніципалітеті числилось 539 оподаткованих домогосподарств, у яких проживали 1414,0 особи, медіана доходів виносила 19 585 євро на одного особоспоживача